# Miguel Costa Matos
Miguel de Oliveira Pires da Costa Matos, deputado à Assembleia da República pelo Partido Socialista,  foi Secretário-Geral da Juventude Socialista e desempenha atualmente as funções de deputado à Assembleia da República. Quando foi eleito pela primeira vez, era o deputado mais jovem dessa legislatura, com 26 anos.  Nasceu em 1994, em Lisboa.
Licenciado em Filosofia, Política e Economia pela Universidade de Warwick e Mestre em Economia pela Universidade Nova de Lisboa.
Em Warwick foi Representante do 1° ano no Conselho de Estudantes da Associação de Estudantes. Em fevereiro 2013, foi eleito Representante dos Estudantes de Licenciatura da Faculdade de Ciências Sociais. Em 2014 foi reeleito para esta função.
Entre setembro 2017 e outubro 2019 foi adjunto económico no Gabinete do Primeiro-Ministro António Costa.
Na antecâmera da eleições legislativas de 2009 colaborou na elaboração do Programa Eleitoral do PS.
Foi eleito Presidente da Federação da Área Urbana de Lisboa da Juventude Socialista em 2017 e reeleito em 2019. É autarca na Assembleia de Freguesia da União das Freguesias de Carcavelos e Parede e na Assembleia Municipal de Cascais.
Em 2019, foi eleito Deputado da Assembleia da República para a XIV Legislatura, nas listas do PS no círculo eleitoral de Lisboa, tendo sido reeleito para as mesmas funções na XV Legislatura, em 2022. Integra a Comissão de Orçamento e Finanças e a Comissão do Ambiente. Liderou o Grupo de Trabalho das Comissões Bancárias onde se estabeleceram regras adicionais relativas a comissões bancárias do MB Way e para os contratos de crédito.
Fez parte da equipa que elaborou o Projeto de Lei que estaria na origem da Lei de Bases do Clima.